# Aïllant Mott

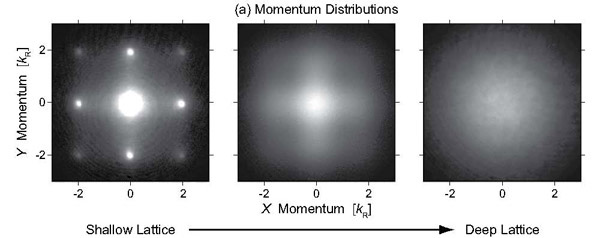
Transició de Mott-Insulator en un gas Bose atòmic bidimensional. Imatges de temps de vol d'un gas Bose bidimensional. Per a gelosies poc profundes, els pics de difracció pronunciats indiquen que el gas es troba en una fase superfluida. L'augment de la profunditat de la gelosia condueix a interaccions més fortes i, finalment, resulta en la formació d'un aïllant Mott.

Els aïllants Mott són una classe de materials que s'espera que condueixin l'electricitat segons les teories de bandes convencionals, però resulten ser aïllants (sobretot a baixes temperatures). Aquests aïllants no es descriuen correctament per les teories de bandes dels sòlids a causa de les seves fortes interaccions electró-electró, que no es consideren en la teoria de bandes convencional. Una transició de Mott és una transició d'un metall a un aïllant, impulsada per les fortes interaccions entre electrons. Un dels models més senzills que pot capturar la transició de Mott és el model Hubbard.

Una comparació de la transferència de càrrega amb l'estructura de la banda aïllant Mott-Hubbard. Exemple: Cuprat vs Nickelate.

El buit de banda en un aïllant de Mott existeix entre bandes de caràcter similar, com les bandes d'electrons 3d, mentre que el buit de banda en els aïllants de transferència de càrrega existeix entre els estats d'anions i cations, com entre les bandes d'O 2p i Ni 3d en NiO.
Tot i que la teoria de bandes dels sòlids havia tingut molt èxit a l'hora de descriure diverses propietats elèctriques dels materials, l'any 1937 Jan Hendrik de Boer i Evert Johannes Willem Verwey van assenyalar que una varietat d'òxids de metalls de transició predits per ser conductors per la teoria de bandes són aïllants. Amb un nombre imparell d'electrons per unitat de cèl·lula, la banda de valència només s'omple parcialment, de manera que el nivell de Fermi es troba dins de la banda. Des de la teoria de bandes, això implica que aquest material ha de ser un metall. Aquesta conclusió falla en diversos casos, per exemple CoO, un dels aïllants més forts coneguts.
Nevill Mott i Rudolf Peierls també el 1937 van predir que el fracàs de la teoria de bandes es pot explicar mitjançant la inclusió d'interaccions entre electrons.
El 1949, en particular, Mott va proposar un model per a NiO com a aïllant, on la conducció es basa en la fórmula
(Ni2+ O2−)₂ → Ni3+ O2 − + Ni1+ O2 − .
En aquesta situació, la formació d'un buit d'energia que impedeix la conducció es pot entendre com la competència entre el potencial de Coulomb U entre electrons de 3 d i la integral de transferència t d'electrons de 3 d entre àtoms veïns (la integral de transferència és una part de l'aproximació unió estreta). La bretxa energètica total és llavors
E bretxa = U − 2 zt ,
on z és el nombre d'àtoms veïns més propers.
En general, els aïllants de Mott es produeixen quan el potencial repulsiu de Coulomb U és prou gran com per crear un buit d'energia. Una de les teories més simples dels aïllants de Mott és el model de Hubbard de 1963. L'encreuament d'un metall a un aïllant de Mott a mesura que U augmenta, es pot predir dins de l'anomenada teoria del camp mitjà dinàmic.